# Carbo (bedrijf)
Het bedrijf Carbo Group, later Carbo Europe was de laatste producent van houtskool in de Benelux. Het was gevestigd in Almelo en was een voortzetting van een Uddels familiebedrijf, de firma Beekman, die minstens sinds 1850 houtskool brandde. Carbo Europe is in 2013 failliet verklaard. 
Het bedrijf moet niet verward worden met Carbo B.V. of Carbo Holland B.V., een industrie- en handelsmaatschappij in Hattem en een agrarisch bedrijf in Drachten.

## Historie
De laatste houtskoolbranderij van Nederland bevond zich tot eind jaren negentig in het Veluwse Uddel. Vanaf 1850 werd dit bedrijf gerund door de Uddelse familie Beekman. Het bedrijf bevond zich bij het Bleekemeer. De houtskool werd in meilers gebrand aan de Aardhuisweg tussen Uddel en Apeldoorn, midden in het natuurgebied Kroondomein Het Loo. In 1956 had het bedrijf zo'n zestig mensen in dienst voor de houtskoolproductie. 
In 1948 werd een houtzagerij aan het bedrijf toegevoegd om de naoorlogse slapte door te komen. In de jaren vijftig was Beekman een van de grootste houtskoolbranderijen van West-Europa. In de jaren zestig nam de vraag sterk toe, samenhangend met het gebruik van kolenkachels, die met houtskool aangemaakt werden. Vanwege goedkope kolenimport vanuit Afrika en Amerika werd steenkool populair en houtskool profiteerde daarvan, maar vanwege het bewerkelijke productieproces werd het toch steeds moeilijker om te concurreren met het buitenland. Vanaf begin jaren zestig ontwikkelde Leen van Marion, de schoonzoon van bedrijfseigenaar Gerbrand Beekman, daarom een minder arbeidsintensief procedé met stalen retorten. Toen Beekman in 1966 overleed, volgde Van Marion hem op en zocht hij nieuwe afzetmarkten. Daartoe werd speciale houtskool ontwikkeld om te barbecueën, een bezigheid die begin jaren zeventig vanuit Amerika overwaaide naar Europa. Belangrijk werd ook de levering aan ertssmelterijen, die veel houtskool afnamen voor de ijzer- en koperproductie.
Toen men van de provincie Gelderland geen toestemming kreeg om in Uddel uit te breiden, verhuisde het bedrijf in 1996 naar Bedrijvenpark Twente in het Overijsselse Almelo, waar het verderging onder de naam Carbo Group, kortweg Carbo. Met de verhuizing van het bedrijf kwam er een einde aan een Veluwse traditie. Eeuwenlang werd er op de Veluwe houtskool gebrand, het bedrijf van Beekman was het laatste dat deze traditie voortzette. In 2000 is Carbo overgenomen door Ekoblok, een fabrikant van houtbriketten. In 2006 verkocht Carbo jaarlijks ongeveer 30.000 ton, goed voor een omzet en enkele tientallen miljoenen euro. In Zuid-Afrika, Namibië en Ghana had het bedrijf houtplantages voor de eigen productie.

## Faillissementen
Carbo Group maakte na een faillissement in 2010 een doorstart onder de naam Carbo Europe. Het bedrijf had toen circa veertig werknemers en bezat houtplantages in Afrika, maar die werden bij de doorstart afgestoten. In 2013 waren er nog tien werknemers en werden de activiteiten gestaakt na een nieuw faillissement. Het bedrijf was de laatste houtskoolproducent in de Benelux.

## Productieproces
Het proces van houtskoolbranden is een primitieve vorm van pyrolyse. In het begin van de twintigste eeuw brandden kolenbranders in bosrijke gebieden het hout waar het gekapt werd. De branders woonden dan maandenlang in tijdelijke onderkomens, eerst plaggenhutten, later houten keten. Zij bouwden de meilers op, die een diameter van zo'n tien meter hadden, met in het midden boomstammen van soms wel een meter doorsnede. Dunner hout werd aan de buitenkant geplaatst. De branders staken zelf de plaggen, die het geheel afdekten, in Kroondomein Het Loo en vervoerden ze van daar naar de meiler. De inhoud van de koepelvormige meiler werd aangestoken en moest dan twee tot drie weken branden, waarbij ervaren branders toezicht hielden en het brandproces stuurden door via gaten in de zijkant plaatselijk meer of minder lucht toe te laten. Dit vereiste veel ervaring en fingerspitzengefühl. Daarna moest de meiler gedurende enkele dagen enigszins afkoelen en werd het geheel opengelegd. De houtskool werd opgezakt en met paard en wagen afgevoerd. Later kwam er wat arbeidsverdeling en had de firma Beekman drie groepen werkers: plaggenstekers, kolenbranders en vervoerders.
Leen van Marion experimenteerde succesvol met retorten en reisde ook langs buitenlandse concurrenten om ideeën op te doen. Vanaf de jaren zestig begon de firma Beekman de houtskool in stalen retorten te branden, wat veel minder arbeidsintensief was: er waren geen plaggen meer nodig en het branden en afkoelen duurde drie dagen in plaats van drie weken. Ook de opbrengst nam sterk toe: meilers haalden één kilo houtskool uit vijftien kilo hout, maar de retorten van na de eeuwwisseling hadden voor een kilo nog maar drie kilo hout nodig. De retorten waren verplaatsbaar en werden neergezet waar het hout gehakt werd. In 1969 werd voor het laatst een meiler gebruikt.